# Gideonmantellia
Gideonmantellia – rodzaj niewielkiego dinozaura ptasiomiednicznego z grupy Neornithischia, prawdopodobnie ornitopoda, żyjącego we wczesnej kredzie (barrem) na terenach dzisiejszej Europy. Gatunkiem typowym jest G. amosanjuanae, którego holotypem jest niekompletny szkielet oznaczony MPG–PBCH z zachowanymi dziewięcioma kręgami grzbietowymi, trzema krzyżowymi i 21 ogonowymi, fragmentami żeber, sześcioma szewronami, fragmentami skostniałych ścięgien, niektórymi kośćmi miednicy (w tym prawie kompletną lewą kością biodrową), obydwiema kośćmi udowymi, piszczelowymi i strzałkowymi, prawą kością skokową, obydwiema kośćmi piętowymi, pięcioma kośćmi śródstopia i 19 paliczkami obu stóp. Holotyp G. amosanjuanae odkryto w osadach formacji Camarillas niedaleko miejscowości Galve w hiszpańskiej prowincji Teruel; jest to najbardziej kompletny okaz ornitopoda i jeden z najbardziej kompletnych okazów dinozaurów odkrytych dotąd w Hiszpanii.
Od innych ornitopodów G. amosanjuanae różni się kształtem wyrostka przedłonowego oraz tzw. brevis shelf (struktury na kości biodrowej tradycyjnie uznawanej za miejsce przyczepu jednego z mięśni ogonowo–udowych, musculus caudifemoralis brevis), a także pierwszym szewronem mającym kształt litery L. Budowa kręgów okazu holotypowego (niezasklepione szwy między trzonem a łukiem kręgu w kręgach grzbietowych i przednich kręgach ogonowych, a także powiększone nasady łuków kręgowych) wskazuje, że był on osobnikiem młodym (nie był jednak świeżo wyklutym z jaja pisklęciem).
Z przeprowadzonej przez autorów jego opisu analizy filogenetycznej (w oparciu o zmodyfikowaną macierz danych z analiz Butlera i współpracowników z 2011 r. oraz Makovicky’ego i współpracowników z tego samego roku) wynika, że Gideonmantellia był bazalnym przedstawicielem ornitopodów; na drzewie ścisłej zgodności (gdy w analizie nie uwzględniano rodzajów Othnielosaurus, Yandusaurus i Zephyrosaurus) znajdował się on w nierozwikłanej politomii z tescelozaurem, kladem obejmującym parksozaura i gasparinizaurę oraz kladem obejmującym rodzaje Talenkauen i Anabisetia, rabdodony, tenontozaura, driozaury i grupę Ankylopollexia (obejmującą m.in. kamptozaura, iguanodona i hadrozauroidy). Według tej analizy Gideonmantellia był nieco bliżej spokrewniony z iguanodonem i hadrozaurami niż orodrom, Haya, Jeholosaurus, Changchunsaurus i hipsylofodon.
Nazwa Gideonmantellia honoruje Gideona Mantella, który jako pierwszy opisał skamieniałości dinozaura z gradu "hypsilofodontów" (późniejszy paratyp Hypsilophodon foxii, przez Mantella uznany za szczątki młodego iguanodona). Epitet gatunkowy amosanjuanae honoruje Olgę Maríę Amo Sanjuan, zmarłą w 2002 r. przed obronieniem na Uniwersytecie w Saragossie dysertacji o skorupkach jaj wczesnokredowych kręgowców z Galve.